# 光風輪
光風輪（學名：Clinopodium gracile），又名細風輪菜或藍豬耳，是风轮菜属植物中的一个種，多年生草本，株高約15-30cm，主要生長於亞熱帶如台灣地區之海拔1000m以下的開闊地及闊業林緣。

## 扩展阅读
維基物種上的相關：细风轮菜